# Dancing with the Stars (jogo eletrônico)
Dancing with the Stars é um jogo de video game baseado no programa Dancing with the Stars. O jogo foi lançado em 23 de outubro de 2007 nos Estados Unidos da América. O jogo tem múltiplos reviews.

## Personagens
No jogo você tem a opção de jogar como uma das celebridades e profissionais disponíveis, que tiveram participações no programa de TV.

### PS2 e Wii
- Joey McIntyre e Ashly DelGrosso
- Stacy Keibler e Tony Dovolani
- Lisa Rinna e Louis van Amstel
- Emmitt Smith e Cheryl Burke
- Mario Lopez e Karina Smirnoff
- Joey Lawrence e Edyta Sliwinska
- Monique Coleman e Brian Fortuna
- Shanna Moakler e Jesse DeSoto
- Laila Ali e Maksim Chmerkovskiy

### Telefones Móveis
Na versão para celulares, são disponiveis apenas personagens de celebridades.
- Kelly Monaco
- John O'Hurley
- Drew Lachey
- Stacy Keibler
- Lisa Rinna
- Emmitt Smith
- Mario Lopez
- Monique Coleman
- Harry Hamlin
- Apolo Anton Ohno
- Joey Fatone
- Laila Ali
- Billy Ray Cyrus
- John Ratzenberger
- Heather Mills)
- Shandi Finnessey

### PC Game

#### Celebridades
- Apolo Anton Ohno
- Billy Ray Cyrus
- Drew Lachey
- Emmitt Smith
- Harry Hamlin
- Joey Fatone
- John O'Hurley
- John Ratzenberger
- Kelly Monaco
- Laila Ali
- Lisa Rinna
- Mario Lopez
- Monique Coleman
- Stacy Keibler

#### Profissionais
- Alec Mazo
- Ashly DelGrosso
- Brian Fortuna
- Charlotte Jorgensen
- Cheryl Burke
- Edyta Sliwinska
- Jonathan Roberts
- Julianne Hough
- Karina Smirnoff
- Kym Johnson
- Maksim Chmerkovskiy
- Tony Dovolani

## Danças

### PS2 & Wii
- Mambo
- Jive
- Samba
- Cha-Cha-Cha
- Tango
- Valsa
- Quickstep
- Foxtrot
- Pasodoble
- Rumba

### Mobile phone
- Jive
- Cha-Cha-Cha